# Pittwater

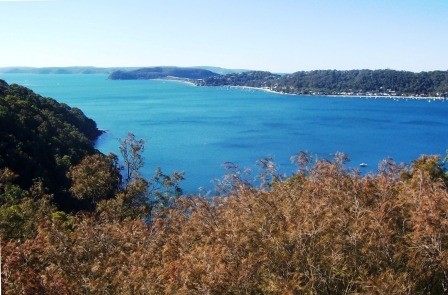
Pittwater gezien vanuit Nationaal park Ku-ring-gai Chase

Pittwater is een grote waterweg ten noorden van de Australische stad Sydney. De waterweg is vernoemd naar William Pitt the Younger.
Pittwater wordt beschermd tegen de Stille Oceaan door het schiereiland Barrenjoey Head, grenzend aan Nationaal park Ku-ring-gai Chase. Het is een doolhof van kreken, baaien en verdronken riviervalleien. Vandaag de dag wordt Pittwater vooral gebruikt als jachthaven voor pleziervaartuigen.
Pittwater is verbonden met de rivier de Hawkesbury.